# Двоглави орао
Двоглави орао је у вексилологији и хералдици фигура повезана са концептом царства.
Мотив двоглавог орла изгледа има крајње поријекло у Античком Блиском истоку, посебно у хетитском иконографији. Поново се јавља у високом средњем вијеку, током 10. или 11. вијека, посебно је коришћен у Византијском царству, али у 11. и 12. вијека познати су прикази из исламске Иберије, Француске и Бугарске, а од 13. вијека па надаље постаје широко распрострањен, јавља се у Светом римском царству, Србији и Русији у хришћанској сфери, али и у селџучком Румском султанату, Мамелучком султанату у исламској сфери.

## Антички Блиски исток
Вишеглаве митолошке животиње су веома честе у сликарском насљеђу на прелазу бронзаног у гвоздено доба у Античком Блиском истоку, посебно у асирској сфери, одакле је усвајају Хетити. Коришћење двоглавог орла на хетитском сликама тумачи се као „владарска ознака”. Монументални хетитски рељеф двоглавог орла који граби два зеца пронађен је на источном стубу Сфингине капије у Алаџа Холуку.

## Средњи вијек
Након колапска бронзаног доба, дошло је до јаза у трајању од два миленијума прије поновног појављивања мотива двоглавог орла. Најраније јављање у Византијском царству је на свиленом брокату током 10. вијека, који је вјероватно био произведен у исламској Иберији; слични рани примјери, из 10. или 11. вијека, су из Бугарске и Француске.

### Источно римско царство - Византијско царство
Орао се у Византији појављује од њеног настанка и представља континуитет са Римским царством чији је симбол био. Константинопољ је био наследник Рима и Ромеји су наставили да користе стари царски симбол 'једноглавог орла' као мотив. Иако је сасвим сигурно да је промена у двоглавог орла везана за старе приказе двоглавог орла из Мале Азије, није јасно како и зашто је до тога дошло. Представљао је Царство које је окренуто и Истоку и Западу односно и Азији и Европи. Из Византије се двоглави орао проширио на земље под њеним директним утицајем (Србија, Црна Гора, Русија...)

## Рани нови вијек

### Свето римско царство
Први помињање двоглавог орла у западној Европи везује се за 1250. годину, у грбовнику Матеја од Париза као грб цара Фридерика II, цара Светог римског царства. Обично је приказиван у црној боји (црни двоглави орао) на златној позадини, замењујући претходног једноглавог орла, и под утицајем овог грба су мотив двоглавог орла усвојили и многи немачки градови и немачке аристократске породице. Након распада Светог римског царства 1806. године, двоглави орао се поново нашао на грбу Аустријског царства, а такође се користио и као грб Немачке конфедерације.

### Друге земље
Из Византије, мотив двоглавог орла је стигао и до Русије, када се Иван III оженио Софијом Палеолог. Немањићи су усвојили сребрну верзију двоглавог орла да би истакла своју самосталност и независност од Константинопоља, и чак истакла своје право које полаже на царски трон Константинопоља.
Сребрног двоглавог орла су усвојиле многе средњовековне племићке породице са наших простора, међу којима: Немањићи, Мрњавчевићи, Лазаревићи, Кастриотићи итд.
Касније, усвојиле су га и династије Обреновића, Карађорђевића и Петровић-Његоша, и остале су и до дан данас на грбу Србије и Црне Горе.
Ђурађ Кастриот Скендербег је усвојио сличну заставу током своје борбе против Османског царства, на којој је био представљен црни двоглави орао на црвеној позадини, који се касније поново појавио на застави Албаније.
Током наредних векова, двоглави орао је често држао мач или скиптар у једној канџи, и куглу са крстом у другој, као симболе двоструке власти - над материјалним и духовним.
Овај симбол се данас употребљава и од стране Грчке православне цркве, као декоративни елемент, која је под Османским царством била наследник Византијског царства и у том периоду је била популаран симбол код грчког народа. У једном кратком периоду, 1925-1926, двоглави орао се нашао и на грбу Грчке државе.
Двоглави орао је остао и важан мотив у хералдици царских владарских династија Русије (династија Романов) и Аустроугарске (династија Хабзбурга), као и краљевске владарске династије Црне Горе (Петровић-Његоши).

## Грбови држава и територија са двоглавим орлом
Двоглави орао се појављује на грбу следећих држава и територија:
- Албанија
- Русија
- Србија
- Црна Гора

Кроз историју се појављивао на још неколико грбова држава и територија:
- Византијско царство
- Свето римско царство
- Аустроугарска
- Краљевина Срба, Хрвата и Словенаца/Краљевина Југославија
- 1925-1926. Грчка
- 1934-1938. Аустрија
- СР Југославија/Србија и Црна Гора
- Република Српска у Босни и Херцеговини

## Примери двоглавог орла
- Двоглави орао, Манастир Каленић
- Велики грб Републике Србије
- Застава Византијског царства
- Грб Русије из 1472.
- Грб царева Светог римског царства, династија Хабзбурга
- Грб Аустроугарске
- Бивши грб Републике Српске
- Грб Србије и Црне Горе
- Велики грб Београда
- На грбу Јерменије, у горњем десном пољу штита, се види двоглави орао, симбол прве династије која је владала хришћанском Јерменијом, Арсакид династије
- Двоглави орао на Грбу Лазаревића
- Двоглави орао као симбол Византијског царства
- Црни двоглави орао на грбу Албаније
- Двоглави орао на грбу Русије
- Двоглави орао на круни Карађорђевића
- Грб Светог римског царства
- Грб Деспотовине Србије
- Грб Српске Крајине